# Bacelarella iactans
Bacelarella iactans är en spindelart som beskrevs av Szüts, Jocque 200. Bacelarella iactans ingår i släktet Bacelarella och familjen hoppspindlar. Inga underarter finns listade.